# Xã Dearborn, Quận Beadle, South Dakota
Xã Dearborn (tiếng Anh: Dearborn Township) là một xã thuộc quận Beadle, tiểu bang Nam Dakota, Hoa Kỳ. Năm 2010, dân số của xã này là 123 người.